# Acorn A7000
A7000 и A7000+ — персональные компьютеры от Acorn Computers, основанные на архитектуре Risc PC.

## Описание
A7000 выпущен в 1995 году, считался преемником A5000. Корпус компьютера напоминал таковой у Acorn Online Media Set Top Box.
A7000+ был выпущен в 1997 году и имел систему на кристалле ARM7500FE с частотой 48 МГц, также поддерживал использование различных разрешений экрана монитора и глубину цвета, которые были невозможны на более ранней модели.
После прекращения компьютерного бизнеса Acorn в 1998 году компания Castle Technology купила права на продолжение производства A7000+.